# Acanthistius brasilianus
Acanthistius brasilianus es una especie de pez del género Acanthistius, en la familia Serranidae. Fue descrita científicamente por Cuvier en 1828.
Se distribuye por el Atlántico Suroeste: Brasil, Argentina y Uruguay. La longitud total (TL) es de 60 centímetros. Habita en plataformas continentales.
Está clasificada como una especie marina inofensiva para el ser humano.